# Stračov

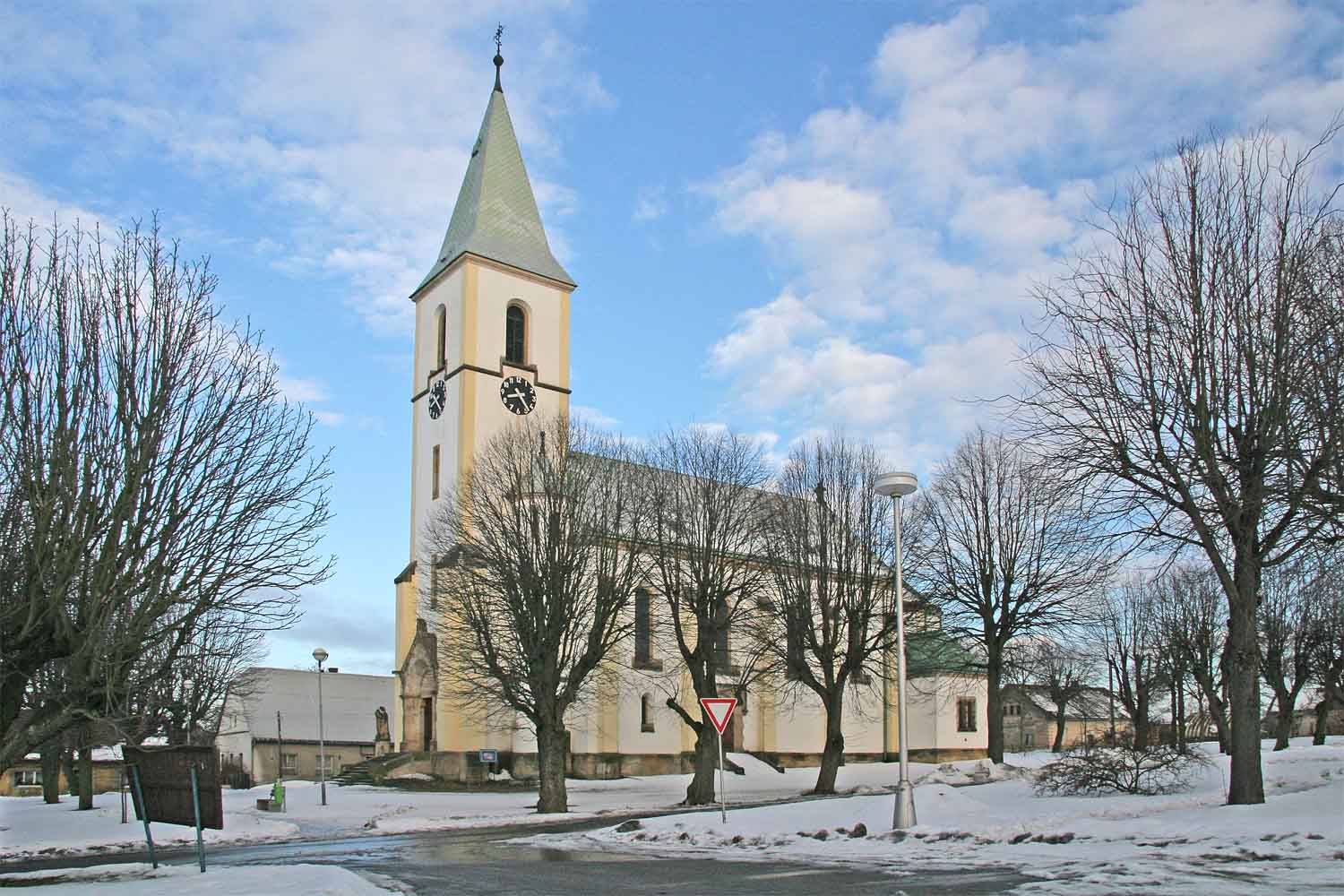
Iglesia de San Jacobo

Stračov es un pueblo en el distrito de Hradec Králové, en la región de Hradec Králové, República Checa. Tiene una población de 317 habitantes (est. 2013).